# モスクワ放送

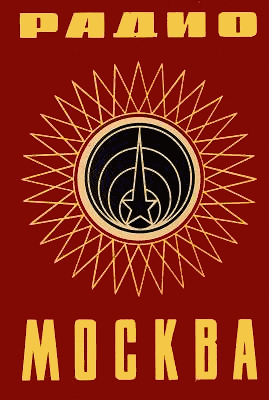
モスクワ放送のQSLカード（1969年）

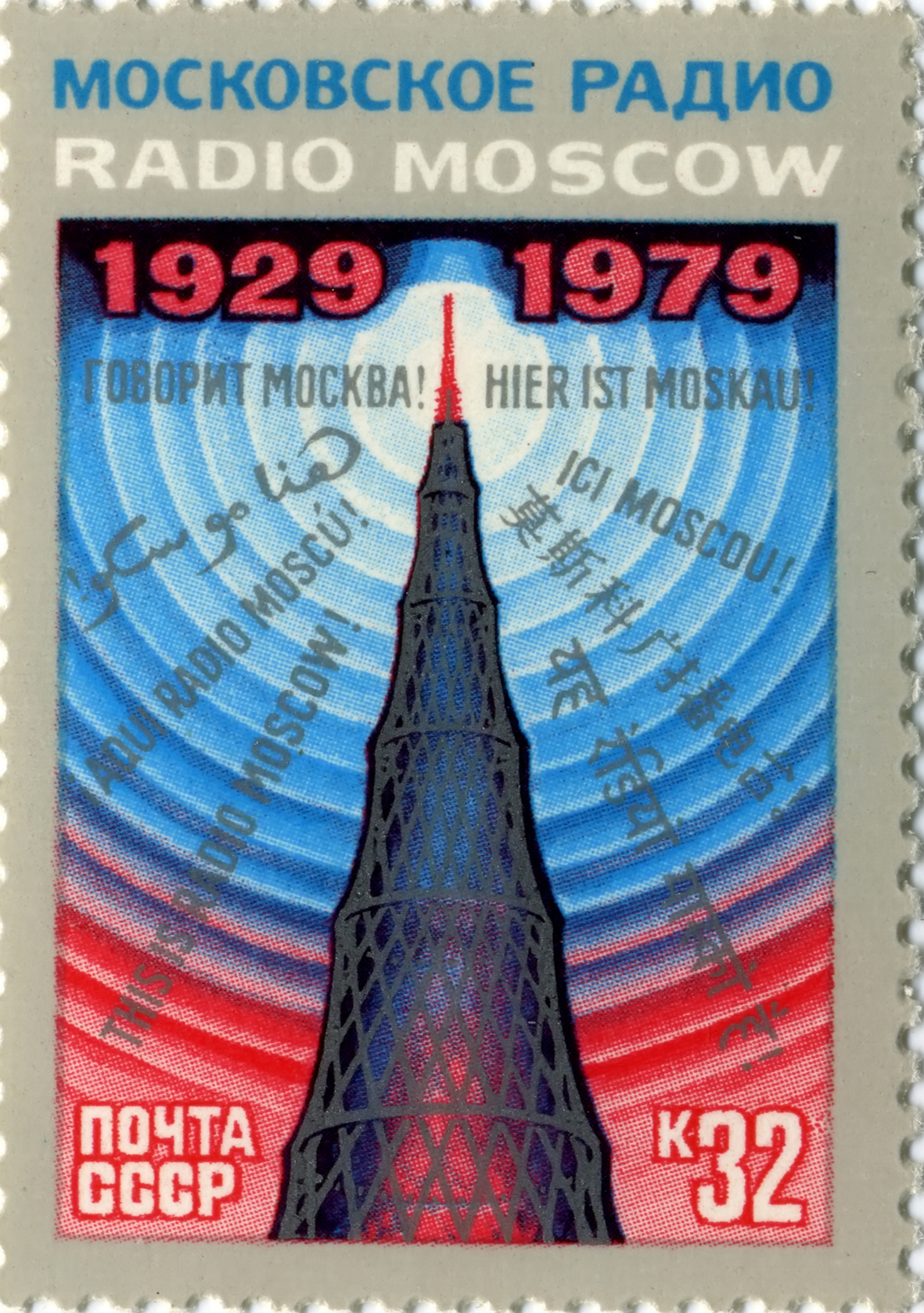
1979年の切手

モスクワ放送（ロシア語: Pадио Москва, tr. Radio Moskva）は1993年まで存在したソビエト社会主義共和国連邦の公式国際放送局。後にロシアの声、ラジオ・スプートニクと名称を変えながら再編成された。全盛期には、ソビエト連邦、東ヨーロッパ、およびキューバの送信所を使用して70以上の言語で放送した。
インターバル・シグナルには「祖国の歌」が使用されていた。

## 歴史

### 初期
モスクワ放送の最初の外国語放送は1929年10月29日に開始されたドイツ語であった。その後すぐに英語とフランス語の放送も開始された。以前は1922年に設置されたモスクワ地方の送信所RV-1で放送されていたが、1925年にはレニングラードの第2放送センターでも放送が始まった。1939年までに、中波と短波を使用して英語、フランス語、インドネシア語、ドイツ語、イタリア語、アラビア語での放送が行われた。モスクワ放送は1930年代のアドルフ・ヒトラーの台頭に対する懸念を表明した。そして、イタリア語中波放送は特に1930年代後半にイタリアのベニート・ムッソリーニの命令によって妨害された。

### 冷戦時代
アメリカ合衆国向けには1950年初頭にモスクワ地方の送信所によって最初に放送が行われた。その後北アメリカ西部向けに、ウラジオストクとマガダンに新たに建設された中継局が使用された。
アフリカへの最初の放送は1950年代後半に英語とフランス語で行われた。
1961年に初めてアフリカの言語で放送が行われた（アムハラ語、スワヒリ語、ハウサ語）。やがて、アフリカの聴取者は、さらに8つのアフリカの言語でモスクワ放送を聴取できるようになった。
1963年に最初の集中型ニュースが放送され、世界中の聴取者に働きかけた。冷戦時代のニュースや評論は、米ソ関係に集中していた。1970年代、モスクワ放送のコメンテーターの精鋭とされた者たちが「News and Views」というラジオ雑誌に登場した。この野心的な企画には、ヴィクトル・グラズノフ、レオニード・ラサディン、ユーリ・シャリギン、アレクサンダー・クシュニール、ユーリ・ソルトン、ウラジスラフ・チェルヌカが参加した。その後何年にもわたって、この雑誌はモスクワ放送の対外放送の主要な情報および分析プログラムに成長した。

### 1970年代後半から1980年代にかけての変化
1970年代後半に、英語放送はラジオ・モスクワ・ワールド・サービスと改名された。この企画は、モスクワ放送の長年のジャーナリストであり支配人でもあるアレクサンダー・エフスタフィエフによって開始、監督された。その後、北米サービス、アフリカサービス、さらには「英国・アイルランド」サービス（全て英語）が、通常（24時間）の英語のワールド・サービスと並行して、一日に数時間放送された。
1980年の一時期には、カリブ海の島嶼やアメリカのフロリダ州向けにキューバのハバナから、600kHz（後に1040kHz）で中波放送を行った。
モスクワ放送の短波放送は、その送信出力、指向性、到達距離の点でかつてないほど優れていた。1980年の最盛期には、同じ番組が非常に過密であった短波帯で40の周波数で受信できたが、ソ連政府は無線周波数を国家機密とみなしていたため、完全な放送時間・周波数のスケジュールを発表することはなかった。
1980年代に放送された番組の中で最も人気のあったものの一つは、他のほとんどの番組とは対照的な非公式の演出によるもので、著名なラジオ司会者バシーリー・ストレルニコフによって主催された「リスナー・リクエスト・クラブ」であった。モスクワ放送で始まったもう一つの人気番組は、ソビエト連邦についての聴取者の質問に英語で答えたMoscow Mailbagだった。1957年からは、英語を使いこなし、ユーモアもあることで知られるジョー・アダモフがこの番組を担当した。

### モスクワ放送の最後
1993年12月22日、ロシア連邦大統領 ボリス・エリツィンは、モスクワ放送を 「ロシアの声」 という新しい名称に再編する政令を公布した。

## 言語

### 放送言語
モスクワ放送が、新しく設立されたGosteleradioの管理下に入った1931年には、英語、フランス語、ドイツ語、チェコ語、ハンガリー語、イタリア語、スペイン語、スウェーデン語の八つの言語で放送されていた。
1970年までに64の言語で放送された。
- 英語（ワールド・サービスとリージョナル・サービス）、フランス語（ヨーロッパ、アフリカ向け）、ポルトガル語とスペイン語（ヨーロッパ、ラテンアメリカ向け）、アラビア語（北アフリカ、中近東向け）
- ヨーロッパ向け19言語:アルバニア語、ブルガリア語、カタロニア語、チェコ語、デンマーク語、オランダ語、フィンランド語、ドイツ語、ギリシャ語、ハンガリー語、イタリア語、マケドニア語、ノルウェー語、ポーランド語、ルーマニア語、セルビア語、クロアチア語、スロバキア語、スロベニア語、スウェーデン語
- アフリカ向け11言語:アムハラ語、バンバラ語、フラ語、ハウサ語、リンガラ語、マダガスカル語、ンデベレ語、ショナ語、ソマリア語、スワヒリ語、ズールー語
- アジア向け28言語:アッサム語、ベンガル語、ビルマ語、カンボジア語、中国語、ダリ語、グジャラート語、ヒンディー語、インドネシア語、日本語、カンナダ語、朝鮮語、ラオス語、マラヤーラム語、マラーティー語、モンゴル語、ネパール語、オリヤ語、ペルシャ語、パンジャビ語、パシュトー語、シンハラ語、タミル語、テルグ語、タイ語、トルコ語、ウルドゥー語、ベトナム語
- ラテンアメリカ向け1言語:ケチュア語

1989年にロシア語、マレー語、タガログ語を追加。

### 補完サービス

#### 平和と進歩放送
- 平和と進歩放送（英語版）とモスクワ放送の両方で提供されていた言語:アラビア語、中国語、英語、フランス語、ドイツ語、モンゴル語、ポルトガル語、スペイン語
- 平和と進歩放送で放送されていたがモスクワ放送では放送されていなかった言語:アゼルバイジャン語、クレオール語、グアラニ語、ヘブライ語、イディッシュ語

#### 連邦共和国内の放送
ロシア・ソビエト連邦社会主義共和国以外の14の共和国のうち10の共和国では、海外向け放送があった。
- ラジオ・タリン:エストニア語、フィンランド語、スウェーデン語
- ラジオ・リガ:ラトビア語、スウェーデン語
- ラジオ・ビリニュス:英語、リトアニア語
- ラジオ・ミンスク:ベラルーシ語、ドイツ語
- ラジオ・キエフ:英語、ドイツ語、ウクライナ語
- ラジオ・トビリシ:アブハズ語、グルジア語
- ラジオ・エレバン:アラビア語、アルメニア語、英語、フランス語、クルド語、スペイン語
- ラジオ・バクー:アラビア語、アゼルバイジャン語、ペルシャ語、トルコ語
- ラジオ・タシケント:アラビア語、ダリ語、英語、ヒンディー語、ペルシャ語、ウルドゥー語、ウズベク語
- ラジオ・ドゥシャンベ:ダリ語、ペルシャ語、タジク語

#### ロシア語放送
1988年まで、モスクワ放送にはロシア語放送はなかった。その代わりに、All-Union Radio（1960年開始）の第5放送や、ソビエト海外同胞文化委員会のラジオ・マザーランド（1963年-2001年）、ウラジオストクの漁師向けのラジオ・パシフィック、ムルマンスクのラジオ・アトランティック（1965年-2004年）など、在外ロシア人のための放送がいくつか存在していた。

## ソ連の短波放送の革新
ソ連は、HRS 8/8/1アンテナ（電気的に操作可能な8列8行の水平ダイポールカーテンアンテナ）を、HRS 12/6/1技術が西側で利用できるようになるずっと以前から、高指向性の短波放送に使用していた。HRS 8/8/1カーテンアレイは10度の電波信号を生成し、約7000km離れた目標地域に可聴性の高い信号を送信することができた。